# 居戸利明
居戸 利明（いど としあき、1956年10月7日 - ）は日本の財務官僚。関東財務局長などを務めた。

## 来歴
大阪府出身。東京大学法学部を卒業し、1979年 大蔵省入省（理財局総務課）。同期に加藤勝信、香川俊介、木下康司、田中一穂、古澤満宏、永長正士、桑原茂裕、手島洋らがいた。
1982年7月 主計局総務課調査主任。1983年7月 主計局総務課企画係長。1984年7月13日 藤枝税務署長。
課長補佐時代は銀行局と主計局で勤務経験を重ねた。
主計局給与課長、三重県総務局長、財務省主計局主計官（国土交通、環境担当）などを務める。
2007年7月10日 金融庁総務企画局審議官（検査局担当）。2008年7月4日 関東財務局金融安定監理官兼金融庁総務企画局参事官（監督局担当）。2009年7月14日 金融庁総務企画局審議官（監督局担当）。2010年7月30日 金融庁総務企画局審議官（企画担当）。
2011年8月22日 関東財務局長。2012年7月22日 大臣官房付、退官。
同年9月1日に日本政策投資銀行常務執行役員。

## 略歴
- 1979年4月：大蔵省入省（理財局総務課）[1]。
- 1982年7月：主計局総務課調査主任。
- 1983年7月：主計局総務課企画係長。
- 1984年7月13日：藤枝税務署長。
- 1986年7月10日：国税庁長官官房人事課長補佐。
- 1987年7月：銀行局調査課長補佐（金融制度調査会・資料）[2]。
- 1989年：銀行局銀行課長補佐（長銀・信託）[2]。
- 1991年：主計局法規課長補佐（第一）[2]。
- 1992年：主計局主計官補佐（運輸第一、二、三係主査）。
- 1993年：主計局付（外務研修）。
- 1994年：在オーストリア大使館参事官。
- 1997年7月：主計局給与課長。
- 1998年7月：三重県総務局長。
- 2001年7月16日：財務省主計局主計官（国土交通、環境担当）。
- 2002年8月8日：関税局業務課長。
- 2003年7月11日：金融庁総務企画局付。
- 2003年7月29日：金融庁総務企画局企画課長。
- 2004年7月2日：金融庁検査局総務課長。
- 2005年8月15日：金融庁証券取引等監視委員会事務局総務検査課長。
- 2006年7月1日：金融庁証券取引等監視委員会事務局総務課長 兼 証券取引等監視委員会事務局証券検査課長。
- 2006年7月28日：金融庁証券取引等監視委員会事務局総務課長。
- 2007年7月10日：金融庁総務企画局審議官（検査局担当）。
- 2008年7月4日：関東財務局金融安定監理官 兼 金融庁総務企画局参事官（監督局担当）。
- 2009年7月14日：金融庁総務企画局審議官（監督局担当）。
- 2010年7月30日：金融庁総務企画局審議官（企画担当）。
- 2011年8月22日：関東財務局長。
- 2012年7月22日：大臣官房付、退官。